# Scott Bryce
Scott Macalister Bryce (ur. 6 stycznia 1958 w Nowym Jorku) – amerykański aktor.
Odtwórca roli Craiga Montgomery’ego w operze mydlanej CBS As the World Turns, za którą zdobył nominacje do nagród – Emmy (w latach 1986–1987) i Soap Opera Digest (w 1986 i 1988). Postać ten odtwarzali potem: Hunt Block (2000–2005) i Jeffrey Meek (od 2006).

## Życiorys
Urodził się w Nowym Jorku jako syn Dorothy Claire Mayne i aktora Edwarda Soppeta „Eda” Bryce’a, który grał Billa Bauera w operze mydlanej Guiding Light. Dorastał w Westport w Connecticut. Był członkiem studenckiej grupy teatralnej The Staples Players, działającej w jego szkole średniej Staples High School. Studiował w Juilliard School.
W 1977 zadebiutował na Broadwayu w Palace Theatre w roli żołnierza rzymskiego w sztuce George’a Bernarda Shaw Cezar i Kleopatra z Rexem Harrisonem i Elizabeth Ashley. Następnie wystąpił na off-Broadwayu w przedstawieniu Sally odeszła, ona opuściła swoje imię (Sally’s Gone, She Left Her Name). Sprawdził się też jako reżyser teatralny – zrealizował m.in. klasyczny musical rozgrywający się we współczesnych czasach Oliver Reimagined i Dzwonnik z Notre Dame.
Na kinowym ekranie grywał przeważnie epizody lub drugoplanowe i trzecioplanowe role w filmach, Zabójcza broń 3 (Lethal Weapon 3, 1992) z Melem Gibsonem i Ghost Dog: Droga samuraja (Ghost Dog: The Way of the Samurai, 1999) u boku Foresta Whitakera. W telewizji pojawił się w wielu serialach: Murphy Brown (1990–1992), Seks w wielkim mieście (Sex and the City, 1998) czy Ostry dyżur (ER, 2002).
26 października 2003 zawarł związek małżeński z Jodi Stevens, z którą ma syna Jacksona (ur. 2006).

## Filmografia

### Filmy
- 1992: Zabójcza broń 3 (Lethal Weapon 3) jako młody mężczyzna
- 1998: Above Freezing
- 1999: Ghost Dog: Droga samuraja (Ghost Dog: The Way of the Samurai) jako księgowy
- 2007: The Pack jako Jack Jordan Sr.

### Filmy TV
- 1986: As the World Turns - 30th Anniversary jako Craig Montgomery
- 1992: Na wyłączność (Exclusive) jako Chandler
- 1993: Wizja morderstwa (Visions of Murder) jako Sayles
- 1993: Osaczyć Laurę (I Can Make You Love Me) jako Sam Waters
- 1996: Pandora’s Clock
- 1999: Jedwabna nadzieja (Silk Hope) jako Jake

### Seriale
- 1982–1991, 1993–1994, 2007–2008: As the World Turns jako Craig Montgomery
- 1988: Fakty życia (The Facts of Life) jako Rick Bonner
- 1990: Who’s the Boss? jako Steve Barton
- 1990: Złotka (The Golden Girls) jako dr Warren
- 1990–1992: Murphy Brown jako Will Forrest
- 1991: Disney Presents The 100 Lives of Black Jack Savage – odcinek pt. A Pirate Story jako David Morton
- 1991–1993: Prawnicy z Miasta Aniołów (L.A. Law) jako Robert Pavlik
- 1992: Walter i Emily (Walter & Emily) jako dr David Rees
- 1992: The Commish jako Martin Belzer
- 1993: Matlock jako Elliot Eagleton
- 1992: Malibu Road 2000 jako Scott Sterling
- 1995: Nadzieja i chwała (Hope & Gloria) jako Robert
- 1996: Wydział zabójstw (Homicide: Life on the Street) jako Philip Engle
- 1996: Namiętności (Up Close and Personal) jako Rob Sullivan
- 1997: Boston Common jako producent
- 1997: Diagnoza morderstwo (Diagnosis Murder) jako dr Tod Grimes
- 1997: Prawo i porządek (Law & Order) jako Steven Tashjian
- 1997: Synowie Chicago (Chicago Sons) jako Chłopak Lindsay
- 1998: Zdarzyło się jutro (Early Edition) jako Trotter/Sullivan
- 1998: Seks w wielkim mieście (Sex and the City) jako Tim
- 1999: Niebieski Pacyfik (Pacific Blue)
- 1999: V.I.P. jako Darman
- 1999: Lekarze z Los Angeles (L.A. Doctors) jako prawnik Raivesa
- 1999–2001: Asy z klasy (Popular) jako Mike McQueen
- 2001: Potyczki Amy (Judging Amy) jako pan Bradshaw
- 2002: Glory Days
- 2002: Ostry dyżur (ER) jako opiekun społeczny Sobrikia
- 2003: Reba jako Mike
- 2004: Whoopi jako Stan
- 2005: Prawo i porządek (Law & Order) jako Steve Taylor
- 2006: Tylko jedno życie (One Life to Live) jako dr Crosby
- 2009: Rockefeller Plaza 30 jako Michael Templeton
- 2009: Prawo i porządek (Law & Order) jako Otto Bradshow
- 2009: Prawo i porządek: sekcja specjalna jako Bill Garnet
- 2010: Plotkara jako Ed Conwell
- 2010: Rockefeller Plaza 30 jako Dave
- 2014: Zaprzysiężeni jako dr Alex Garland
- 2017: Chicago PD jako Scott Graynor
- 2018: Prawo i porządek: sekcja specjalna jako Bill Schwartz
- 2021: Czarna lista jako Derek Huntley
- 2022: Zaprzysiężeni jako Craig Perlmutter
- 2024: Prawo i porządek (Law & Order) jako Nathan Alpert